# Гангрена Фурнье
Гангрена Фурнье (от греч. gangrainа — «омертвение», «некроз») — быстро прогрессирующая гангрена мошонки, вызываемая, как правило, инфицированием травмированных тканей мошонки и промежности различными микроорганизмами (стафилококковые или стрептококковые бактерии, энтеробактерии, анаэробные бактерии). Вызывает некроз тканей кожи, подкожно-жировой клетчатки и мышечной стенки. Летальность зависит от площади поражения и достигает 30-40 % (до 60-90 %, если поражены одно или оба яичка). Впервые описана в 1883 году французским врачом (дерматологом)  Жаном Альфредом Фурнье.

## Симптомы
Симптомы гангрены Фурнье характерны и типичны, заболевание развивается стремительно, что не вызывает особых затруднений установления диагноза. Инфекция начинается как панникулит (воспаление подкожной клетчатки), сначала появляется отёк и гиперемия, далее инфекция распространяется в подлежащие области. Появляется боль, гипертермия, общая интоксикация. Отёк и крепитация мошонки быстро увеличиваются, гиперемия переходит в сливающиеся очаги ишемии тёмно-фиолетового цвета, где развивается обширная гангрена. Возможно вовлечение передней брюшной стенки (при сахарном диабете и ожирении).

## Причина
В большинстве случаев гангрена Фурнье — смешанная инфекция, вызванная и аэробными и анаэробными бактериями. Гангрена Фурнье может привести к летальному исходу.
29 августа 2018 года Управление по санитарному надзору за качеством пищевых продуктов и медикаментов США выпустило предупреждение, говорящее, что гангрена Фурнье может проявиться, как редкое побочное явление при приёме противодиабетических препаратов — ингибиторов SGLT2, таких как канаглифлозин, дапаглифлозин, эмпаглифлозин и эртуглифлозин.

## Клиника
Основными стадиями течения данного заболевания являются:
- Продромальный период (до 2-7 дней);
- значительная боль в области гениталий;
- возрастание чувствительности и боли в сочетании с прогрессирующей эритемой кожи;
- потемнение кожи над местом поражения;
- частичная гангрена гениталий, гнойные выделения из поражённых участков.

## Лечение
Предпринимается изоляция больного, а также хирургическое вмешательство в сочетании с антибактериальной терапией.
Во время операции осуществляют следующие действия:
- проводят широкое рассечение кожных покровов;
- иссекают некротические ткани с захватом здоровых тканей;
- ткани максимально вычищают от гноя;
- в несколько приемов санируют полость мошонки, а при обширном распространении нагноения и омертвения — и другие полости, образовавшиеся в процессе раскрытия гнойно-некротических очагов;
- дренируют все втянутые в процесс полости;
- при подозрении на анаэробную инфекцию делают лампасные разрезы кожи, обеспечивающие доступ кислорода к тканям.

Оперативное вмешательство также актуально в случае образования деформирующих рубцов. Рекомендуется пластика тканей (в частности, мошонки).